# Lasers in Medical Science
Lasers in Medical Science, abgekürzt Lasers Med. Sci., ist eine wissenschaftliche Fachzeitschrift, die vom Springer-Verlag veröffentlicht wird. Die Zeitschrift erscheint mit sechs Ausgaben im Jahr. Es werden Arbeiten veröffentlicht, die sich mit der Anwendung von Lasern in der Medizin beschäftigen.
Der Impact Factor lag im Jahr 2014 bei 2,489. Nach der Statistik des ISI Web of Knowledge wird das Journal mit diesem Impact Factor in der Kategorie Chirurgie an 53. Stelle von 198 Zeitschriften und in der Kategorie biomedizinisches Ingenieurswesen an 26. Stelle von 76 Zeitschriften geführt.